# Хайнрих X фон Вайда
Хайнрих X/XI фон Вайда 'Млади' (на немски: Heinrich X Vogt von Weida ’der Jüngere'; † сл. 30 ноември 1363/1366) е фогт на Вайда, „пфанд-господар“ на фогтай Цвикау, господар на Вайда в окръг Грайц в Тюрингия.
Той е син на Хайнрих IX/VIII фон Вайда ’Стари’, фогт на Вайда и Орламюнде († 1320) и съпругата му фон Лобдебург, дъщеря на граф Хартман VII фон Лобдебург-Лойхтенбург († 1278) и Мехтилд фон Глайхенщайн († 1306), дъщеря на граф Хайнрих I фон Глайхенщайн († 1257). Внук е на Хайнрих VIII фон Вайда 'Стари' († 1279/1280) и София фон Орламюнде († 1258). Полубрат е на Хайнрих фон Вайда († сл. 1330), приор в Плауен (1310).
През 1244 г. територията на фогтовете на Вайда се разделя на три фогтая „Вайда, Гера и Плауен“.

## Фамилия
Хайнрих X/XI фон Вайда се жени пр. 15 май 1318 г. за Катарина фон Плауен († 1 март 1336), сестра на Хайнрих IV фон Плауен-Мюлтроф († 1348), дъщеря на фогт Хайнрих III фон Плауен 'Млади', „Дългия“, съдия на Егер/Хеб († 1347/1348) и Маргарета фон Зееберг († ок. 1332). Те имат две деца:
- Хайнрих 'Млади' фон Вайда († сл. 1337)
- София 'Млада' фон Вайда († сл. 22 януари 1353), приореса на Кроншвиц (1353)

Хайнрих X/XI фон Вайда се жени втори път сл. 1 март 1336 г. за Катарина фон Шьонбург († сл. 17 май 1362), сестра на Херман VI фон Шьонбург-Кримитцшау († 1382), дъщеря на Фридрих (Фриц) IV фон Шьонбург-Кримитцшау-Щолберг († сл. 1347 или 1363) и Агнес фон Китлитц († 1369). Те имат децата:
- Хайнрих XIII фон Вайда († 17 юни 1370/1 юни 1373), женен 1356 г. за Елза фон Гера († сл. 3 юни 1371); имат деца
- Хайнрих XIV фон Вайда „Червения“, шериф и господар на Вайда († 8 февруари 1387/13 март 1389), женен за Маргарета фон Утенхофен († 7 септември 1376)
- дъщеря фон Вайда († сл. 1355), монахиня в „Св. Клара“ в Хоф
- дъщеря фон Вайда († сл. 1363), омъжена пр. 28 юли 1362 г. за Хайнрих VII фон Плауен († сл. 25 ноември 1377 или 1380)
- Катарина фон Вайда († сл. 10 май 1392), монахиня в „Св. Клара“ в Хоф